# Grand Canyon
Grand Canyon er en kløft, som er opstået ved erosion, idet Coloradofloden har gravet sig ned i bjerggrunden gennem 5 - 6 millioner år og dannet den. Den er 446 km lang, op til 29 km bred og ca. 1,86 km. dyb med meget stejle skrænter, hvilket gør den til en af verdens største kløfter. Den er beliggende i Coconino County i det nordlige Arizona, USA. Dele af Grand Canyon ligger i Grand Canyon National Park, en af de første nationalparker i USA. Den løber endvidere gennem Kaibab National Forest, Hualapai indianernes reservat, Havasupai indianernes reservat og Navajo Nation. Grand Canyons nationalpark har siden 1979 været med i Unescos liste over verdensarv. Kløften består af mange gamle bjergarter, hvoraf den yngste (og øverste) består af kalksten Under kalkstenslaget findes fleer ældre bjergarter. I klipperne findes mange forskellige fossiler. Dens nuværende form er et resultat af et tektonisk løft af hele plateauet, som startede for ca. 65 millioner år siden og var medvirkende til, at flodens strømning blev øget, således at det blev muligt for vandmasserne at skære sig gennem klippeformationerne. Flodens bearbejdning af landskabet betyder, at ca. to milliarder års geologiske historie er blevet afsløret, mens floden har banet sig vej gennem klippelagene.

## Menneskets historie i Grand Canyon
arkæologiske fund har påvist, at området har været beboet i flere tusinde år af oprindelige amerikanere, som bosatte sig i kløfterne og deres mange huler. Grand Canyon blev af disse opfattet som et helligt sted. Puebloindianerne var et af disse folkeslag. Hualapai - og Havasupai - stammerne bosatte sig nær ved kløften siden begyndelsen af 1400 -tallet. , men forskerne har også påvist flere andre stammer i området.
Francisco Vásquez de Coronado, som var en spansk conquistador, var den første europæiske udforsker af den sydvestlige del af Nordamerika, og den første, som var på jagt efter Cibolas syv gyldne byer. Coronado sendte en mindre gruppe mod vest under ledelse af Garcia López de Cárdenas. Det var de første europæere, som rapporterede om Grand Canyon.
Spaniere var formentlig de eneste europæere i området, indtil James Ohio Pattie sammen med en ekspedition af amerikanske bjergbestigere nåede frem til kløften i 1826.
In 1869 ledte John Wesley Powell den første ekspedition med fire både og et mandskab bestående af ni mænd ned ad floden hele vejen gennem kløften, Den 24. maj startede ekspeditionen ved Green River i Wyoming, og fra Green Rivers forbindelse med Colorado River ved Moab, Utah sejlede han videre gennem kløften og fuldførte rejsen den 13. august 1869. Powell tog detaljerede notater fra sejladsen, og i sin beretning fra 1871 benyttede han som den første termen "Grand Canyon"; tidligere blev den kaldt "Big Canyon".
Theodore Roosevelt indledte bestræbelserne på en fredning af området, og i dag er Grand Canyon en af USA's store turistattraktioner.